# Clerus mutillarius
Espèce
Clerus mutillarius, parfois appelé le clairon mutile (mutille) ou grand clairon, est une espèce d'insectes coléoptères de la famille des Cleridae.
Il est présent en Europe, notamment en France ; il atteint 11 à 15 mm de long.
Ancien nom : Pseudoclerops mutillarius.

## Gallerie

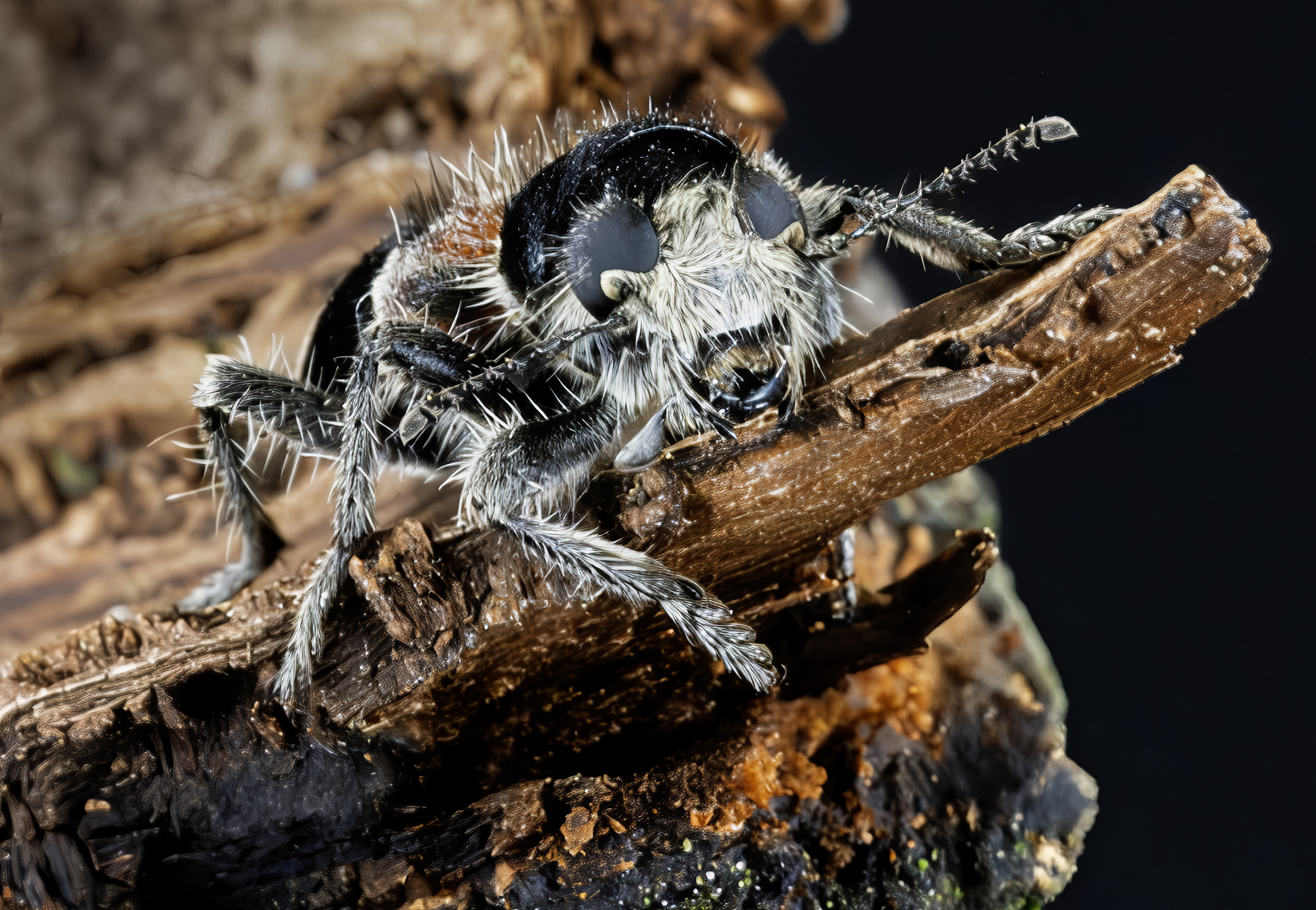
Clerus mutillarius portrait

## Philatélie
Cet insecte figure sur une émission de la République démocratique allemande de 1968 (valeur faciale : 40 p.).